# 岡山県道41号新倉敷停車場線
岡山県道41号新倉敷停車場線（おかやまけんどう41ごう しんくらしきていしゃじょうせん）は、岡山県倉敷市を通る県道（主要地方道）である。

## 概要
岡山県倉敷市のJR西日本山陽本線・山陽新幹線新倉敷駅と国道429号を結ぶ。

### 路線データ
- 起点：岡山県倉敷市新倉敷駅前1丁目（新倉敷駅南口）
- 終点：岡山県倉敷市玉島中央町1丁目（中央町一丁目交差点、国道429号交点、岡山県道191号玉島港線終点）
- 総延長：2 km

## 歴史
- 1993年（平成5年）5月11日 - 建設省から、県道新倉敷停車場線が新倉敷停車場線として主要地方道に指定される[1]。

## 路線状況

### 別名
- 停車場線（倉敷市）

### 重複区間
- 国道2号（倉敷市玉島爪崎・玉島爪崎交差点 - 倉敷市玉島八島・BP停車場線交差点）

## 地理

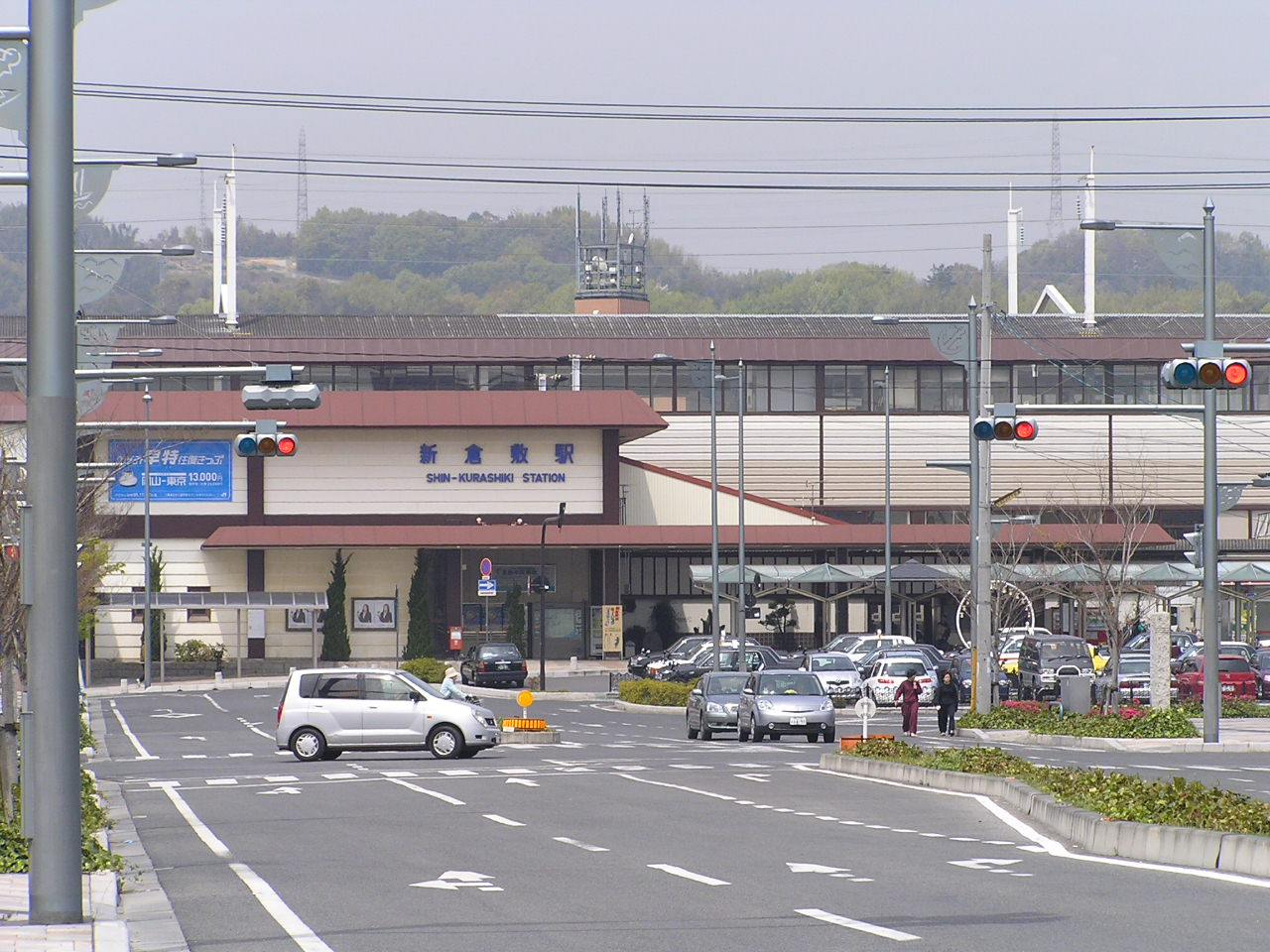
新倉敷駅前

### 通過する自治体
- 倉敷市

### 交差する道路
| 交差する道路                        | 交差する場所    | 交差する場所              |
| ----------------------------------- | --------------- | ------------------------- |
| 国道2号 / 玉島バイパス 重複区間起点 | 玉島爪崎        | 玉島爪崎交差点            |
| 国道2号 / 玉島バイパス 重複区間終点 | 玉島八島        | BP停車場線交差点          |
| 国道429号 岡山県道191号玉島港線     | 玉島中央町1丁目 | 中央町一丁目交差点 / 終点 |

### 沿線
- JR西日本山陽本線・山陽新幹線 新倉敷駅
- 倉敷市役所玉島支所